# ألونسوة بيضاء
ألونسوة بيضاء الزهر (الاسم العلمي: Alonsoa albiflora) هي نوع من القوارض تتبع جنس الألونسوة من الفصيلة الغدبية.